# Huntiglennia williamsi
Huntiglennia williamsi (лат.) — вид пауков-скакунов. Распространены в Австралии (New South Wales).

## Описание
Паук мелкого размера, длина тела которого составляет от 2 до 4 мм. Голова, если смотреть сверху, имеет грушевидную форму, шире за задними боковыми глазами. Головогрудь низкая и плоская, с передними боковыми глазами, расположенными над передними срединными глазами, а не на одной линии с ними. Хелицеры имеют один ретромаргинальный зуб и два промаргинальных зуба. Брюшко удлиненно-яйцевидное. Четвертая пара ног самая длинная, первая пара следующая вторая по длине.

## Систематика и этимология
Вид был впервые описан в 2004 году польским арахнологом Marek Michał Żabka (Университет имени Адама Мицкевича в Познани, Польша) и его австралийским коллегой Michael Roland Gray. Выделен в монотипический род Huntiglennia, таксономическая позиция которого определена в составе клады, включающей Abracadabrella, Apricia, Clynotis, Holoplatys, Ocrisiona, Opisthoncus, Paraphilaeus, Paraplatoides, Pungalina, Tara, Trite и Zebraplatys из подсемейства Marpissinae.